# أوزيبيو تيخيرا
أوزيبيو تيخيرا (بالإسبانية: Eusebio Tejera)‏ (مواليد 6 يناير 1922) هو لاعب كرة قدم. يلعب مع منتخب الأوروغواي لكرة القدم. سبق له أن لعب في كأس العالم لكرة القدم مع منتخب بلاده.

## روابط خارجية
- أوزيبيو تيخيرا على موقع الاتحاد الدولي (مؤرشف)  (الإنجليزية)
- أوزيبيو تيخيرا على موقع قاعدة بيانات كرة القدم.إي يو (الإنجليزية)
- أوزيبيو تيخيرا على موقع ناشيونال فوتبول تيمز (الإنجليزية)
- أوزيبيو تيخيرا على موقع عالم كرة القدم.نت (الإنجليزية)